# Experiență
Noțiunea de experiență are mai multe înțelesuri:
- Totalitatea cunoștințelor pe care oamenii le dobândesc în mod nemijlocit despre realitatea înconjurătoare în procesul practicii de zi cu zi social-istorice, economice etc., și interacțiunii materiale  dintre om și lumea exterioară.[1][2]
- O verificare a cunoștințelor deținute pe căi și  prin metode practice, prin cercetarea fenomenelor din realitatea înconjurătoare.
- Încercare, experiment provocat intenționat pentru a face observații, a studia ceva.
- O trăire a unui unui eveniment rămas în amintire, petrecut în trecut sau, în general, suma experiențelor de viață, a trăirilor pe care o persoană le-a avut vreodată.

(Expresie) A face o experiență = a face o încercare.

## Definiție socratică
Socrate spunea (scrie Platon citat de Frank Pierce Jones): -„Experiența este ce-ți permite să identifici o greșeală, când o faci din nou!” 